# Popiw Jar
Popiw Jar (ukr. Попів Яр) – wieś w obwodzie donieckim Ukrainy, w rejonie kramatorskim, w hromadzie Illiniwka. W spisie z 2001 roku liczyła 120 mieszkańców.
Podczas wojny rosyjsko-ukraińskiej zdobyta 17 lipca 2025 przez Rosjan.